# تيمنا نيلسون ليفي
تيمنا نيلسون ليفي (مواليد 7 يوليو 1994) هي لاعبة جودو إسرائيلية، فازت بالميدالية البرونزية في الألعاب الأولمبية الصيفية 2020 في منافسات الفريق المختلط.

## روابط خارجية
- تيمنا نيلسون ليفي على موقع الفيدرالية الدولية للجودو (الإنجليزية)
- تيمنا نيلسون ليفي على موقع JudoInside.com (الإنجليزية)
- تيمنا نيلسون ليفي على موقع AllJudo.net (الفرنسية)
- تيمنا نيلسون ليفي على موقع اللجنة الأولمبية الدولية (الإنجليزية)
- تيمنا نيلسون ليفي على موقع أوليمبيديا (الإنجليزية)